# Саарский франк
Саарский франк (нем. Saar-Franken) был денежной единицей Территории Саарского бассейна с 1920 по 1935 (когда Саарская область стала частью Германии), и Протектората Саар с 1947 по 1959 год. Его курс к французскому франку составлял 1:1.

## Первый саарский франк
В статье 45 Версальского договора указывалось, что вновь образованная территория будет управляться Лигой наций в течение 15 лет, а затем Франция получила выгоду от Саарских угольных шахт. Новой французской администрации угольных шахт было предоставлено право обрабатывать все финансовые операции с французскими франками. Поэтому с 1921 по 1923 год французский франк использовался параллельно с немецкой маркой (ℳ) и с 1923 года, когда территория Саара была официально включена в экономику Франции, франк стал единственной валютой. Из-за нехватки цветных металлов администрация угольных шахт начала печатать свои собственные банкноты, так называемые «Grubengeld» («деньги угольных шахт»). После 1930 года эти грубенгельды были заменены обычными французскими банкнотами.
После плебисцита 1935 года, когда территория Саара снова была объединена с Германией, рейхсмарка (ℛℳ) была немедленно введена. Официальный обменный курс составлял 1 франк = 0,1645 ℛℳ.

## Второй саарский франк
В июне 1947 года в Сааре была введена марка Саара. 15 ноября 1947 года французское правительство было уполномочено ввести французскую валюту в Сааре для сближения экономики Сарра с экономикой Франции. Саар-марка была обменена на франк по курсу 1:20.
С 15 января 1948 года французский франк был единственной официальной валютой в Сааре. До чеканки собственных монет в 1954 году были в обороте исключительно французские монеты.
В результате референдума Саар 1 января 1957 года стала десятой федеральной землёй ФРГ. Экономическая интеграция была произведена 6 июля 1959 года. В этот день немецкая марка заменила французский франк.
Курс составлял 100 франков = 0,8507 немецкая марка или 1 марка ≈ 117,55 франков.

## Монеты
Монеты соответствовали по весу и размеру монетам французского франка и отличались от него только мотивом. На монетах по 10, 20 и 50 франков (год чеканки — 1954) была изображена шахта и герб Саара. На монетах по 100 франков (год чеканки — 1955) был изображён герб, обрамлённый венком.
| Номинал     | Год выпуска | Материал           | Форма   | Изображение |
| ----------- | ----------- | ------------------ | ------- | ----------- |
| 10 франков  | 1954        | Алюминиевая бронза | Круглый |             |
| 20 франков  | 1954        | Алюминиевая бронза | Круглый |             |
| 50 франков  | 1954        | Алюминиевая бронза | Круглый |             |
| 100 франков | 1955        | Мельхиор           | Круглый |             |

## Банкноты
Банкноты саарского франка не были изготовлены, в обороте находились исключительно французские с надписью «Territoires occupes» — оккупированные территории.

### Банкноты первой серии
| Саарский франк (1920-1935) | Саарский франк (1920-1935) | Саарский франк (1920-1935) | Саарский франк (1920-1935) | Саарский франк (1920-1935) | Саарский франк (1920-1935) | Саарский франк (1920-1935) | Саарский франк (1920-1935) | Саарский франк (1920-1935) |
| Изображение                | Изображение                | Номинал                    | Размеры (мм)               | Основной цвет              | Описание                   | Описание                   | Описание                   | Дата печати                |
| Аверс                      | Реверс                     | Номинал                    | Размеры (мм)               | Основной цвет              | Аверс                      | Реверс                     | Водяной знак               | Дата печати                |
| -------------------------- | -------------------------- | -------------------------- | -------------------------- | -------------------------- | -------------------------- | -------------------------- | -------------------------- | -------------------------- |
|                            |                            | 50 сантимов                |                            |                            | Голова Марианны            | Номинал, надписи           | .                          |                            |
|                            |                            | 1 франк                    |                            |                            | Голова Марианны            | Номинал, надписи           | .                          |                            |
|                            |                            | 1 франк                    |                            |                            | Номинал, надписи           |                            | .                          |                            |

### Банкноты второй серии
| Саарский франк (1947-1959) | Саарский франк (1947-1959) | Саарский франк (1947-1959) | Саарский франк (1947-1959) | Саарский франк (1947-1959) | Саарский франк (1947-1959) | Саарский франк (1947-1959) | Саарский франк (1947-1959) | Саарский франк (1947-1959) |
| Изображение                | Изображение                | Номинал (во франках)       | Размеры (мм)               | Основной цвет              | Описание                   | Описание                   | Описание                   | Дата печати                |
| Аверс                      | Реверс                     | Номинал (во франках)       | Размеры (мм)               | Основной цвет              | Аверс                      | Реверс                     | Водяной знак               | Дата печати                |
| -------------------------- | -------------------------- | -------------------------- | -------------------------- | -------------------------- | -------------------------- | -------------------------- | -------------------------- | -------------------------- |
|                            |                            | 5                          |                            |                            | Женский портрет            | Женщины при уборке урожая. | .                          |                            |
|                            |                            | 10                         |                            |                            | Женский портрет            | Женщины при уборке урожая. | .                          |                            |
|                            |                            | 50                         |                            |                            | портрет                    | женщина                    | .                          |                            |
|                            |                            | 100                        |                            |                            | портрет                    | женщина                    | .                          |                            |